# Ciencia y tecnología en Israel

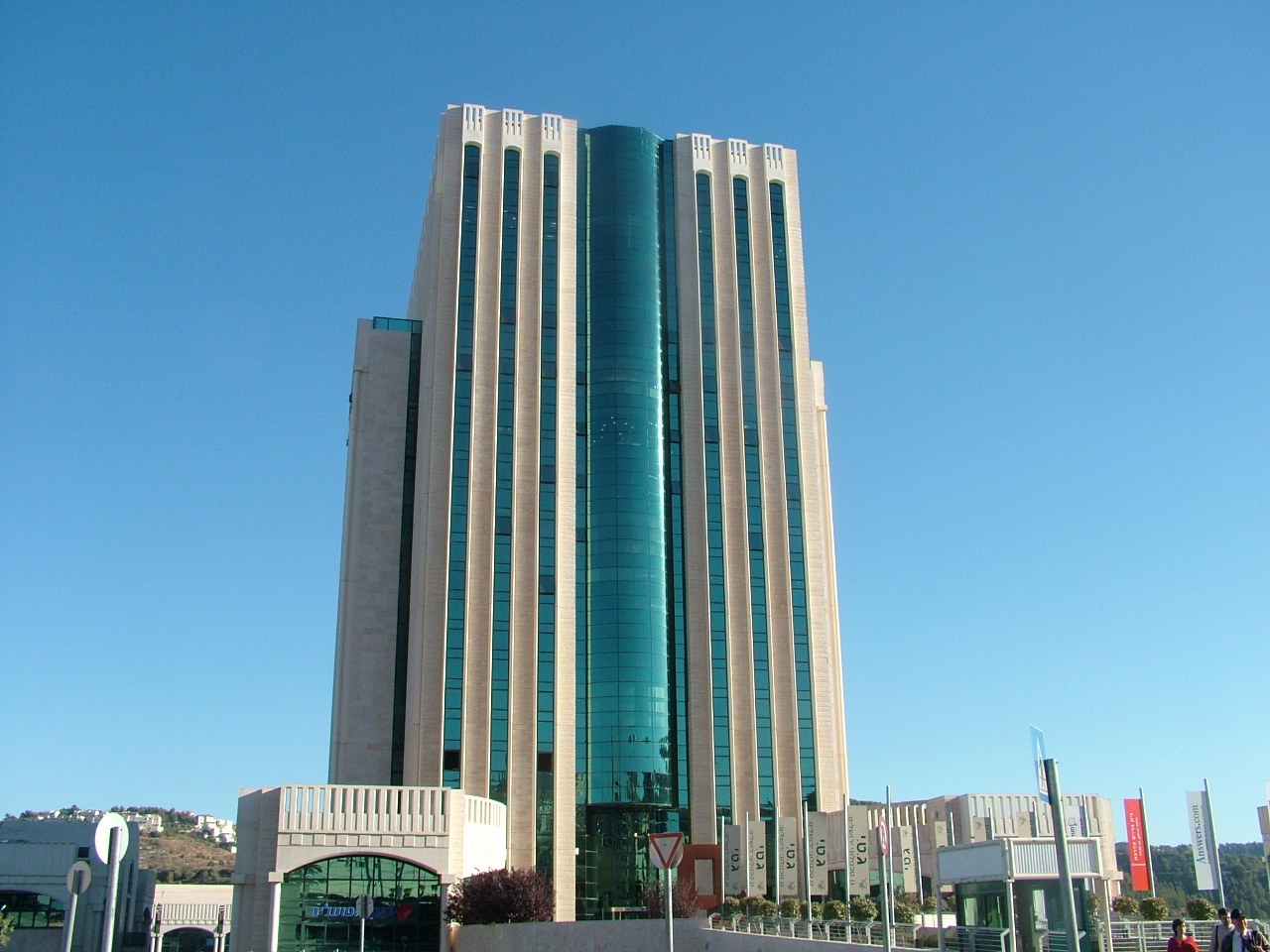
Parque tecnológico de Jerusalén.

Desde su fundación, el Estado de Israel ha dedicado notables esfuerzos a la ciencia y a la tecnología. Las aportaciones israelíes en ciencia y en ingeniería han sido muy significativas. Los científicos e investigadores israelíes han realizado contribuciones relevantes a la genética, a la informática, a la electrónica, a la óptica y a otras industrias de alta tecnología. La ciencia israelí es bien conocida por su desarrollada tecnología militar, por su agricultura científica y por su medicina de vanguardia. 
Israel ocupa el tercer puesto en gasto en Investigación y Desarrollo, el octavo en preparación tecnológica (de acuerdo al gasto de sus compañías en I+D, la creatividad de su comunidad científica, el número de ordenadores personales y el índice de penetración de Internet), el undécimo en innovación, el decimosexto en exportaciones de alta tecnología y el decimoséptimo en logros tecnológicos en la lista Nation Master de países en el mundo por estándares económicos.
Israel es la nación que produce más publicaciones científicas per capita –109 por cada 10 000 personas–. También presume de ser uno de los países con más patentes registradas per cápita.

## Agricultura
Para afrontar la aridez de sus tierras, Israel ha sido pionera en tecnología agrícola avanzada, tales como sistemas de regadío bajos en consumo de agua, agricultura en el desierto, investigación en salinidad, compost enriquecido y optimización de cosechas, incluyendo la ingeniería genética aplicada a la mejora de los cultivos.

## Física
Israel tiene también una alta reputación en física teórica. Los físicos israelíes se han centrado en aspectos conceptuales y teóricos de la física, especialmente en cuestiones de espacio y tiempo, y las paradojas y fenómenos extraños de la mecánica cuántica.

## Química
Israel ha ganado hasta hoy 4 premios nobel en química. 
En el año 2004 los biólogos israelíes Aarón Ciechanover y Avram Hershko fueron galardonados con el premio nobel junto a Irwin Rose por sus observaciones sobre la degradación de las proteínas regulada por la ubiquitina, una pequeña proteína que aparece de forma natural en las células eucariotas.
En el año 2009 la cristalógrafa israelí Ada Yonath reconocida por sus trabajos pioneros en la estructura de los ribosomas. Ada introdujo una nueva técnica para el estudio de cristalografía en estructuras biológicas, la crio bio-cristalografía, que facilita proyectos de cristalografía, los cuales de otro modo serían más complicados de resolver. Ada es también directora del Centro de Estructura Biomolecular Helen y Milton A. Kimmelman del Instituto Weizmann.
En el año 2011 Dan Shechtman recibió también el premio nobel. Entre 1981 a 1983 trabajó en la Universidad Johns Hopkins con aleaciones de aluminio y descubrió la fase llamada icosaédrica, la cual abre un nuevo campo para los cristales cuasiperiódicos. Gracias al descubrimiento de Dan Shechtman, otros grupos fueron capaces de formar cuasicristales similares, y encontraron que estos materiales tienen baja conductividad térmica y eléctrica, mientras que poseen alta estabilidad estructural. Los cuasicristales también se han encontrado de forma natural. Por este descubrimiento fue acreditado con el premio.
En 2013 el israelí Arieh Warshel junto a un científico austríaco y un científico sudafricano sentó las bases de los potentes programas que son usados para comprender y predecir procesos químicos.

## Instituciones científicas
- Universidad Hebrea de Jerusalén
- Instituto Tecnológico Technion, en Haifa
- Universidad de Tel Aviv
- Universidad Ben-Gurión del Néguev, en Beerseba
- Universidad Bar-Ilan, en Ramat Gan
- Instituto Volcani de Investigación Agrícola, Beit Dagan
- Instituto Weizmann de Ciencias, en Rejovot
- Instituto de Investigación Espacial Asher, en Haifa
- Instituto para la Investigación Biológica de Israel, en Ness Ziona

## Empresas de alta tecnología
- Civiles
  - Amdocs
  - Check Point
  - Chromatis
  - El-Op
  - Exanet - NAS storage
  - Hewlett Packard Israel
  - Intel Israel
  - Teva - farmacéutica
  - Ness Technologies - Proveedor de servicios globales de software.
  - Netafim - riego informatizado, etc.
  - M-Systems - líder en sistemas de almacenamiento de memoria flash.
  - Mercury - Líder en herramientas de software de calidad.
  - Zend Technologies - Infraestructuras web, creadores de PHP.
- Tecnología medioambiental y reciclaje 
  - ArrowBio, tratamiento mecánico de residuos biológicos.
- Seguridad\militar\gobierno
  - Elbit Systems
  - ELTA Systems
  - Israel Aerospace Industries - Industrias aeroespaciales de Israel.
  - IMI Systems Industrias militares de Israel.
  - Rafael Advanced Defense Systems - Sistemas defensivos avanzados.
  - Soltam Systems - productos militares y protección
  - Vishay Intertechnology - productos y componentes electrónicos.

## Reconocimientos

### Premios Nobel
Seis israelíes han ganado el Premio Nobel en Ciencias. Los biólogos Avram Hershko y Aarón Ciechanover del Technion compartieron el Nobel de Química en 2004. El psicólogo americano-israelí Daniel Kahneman ganó en 2002 el Nobel de Economía. En 2005 Robert Aumann, de la Universidad Hebrea de Jerusalén, también ganó el Nobel de Economía. En 2009, Ada Yonath ganó el Nobel de Química. En el año 2011 Dan Shechtman recibió también el premio nobel.